# 约翰·科普利

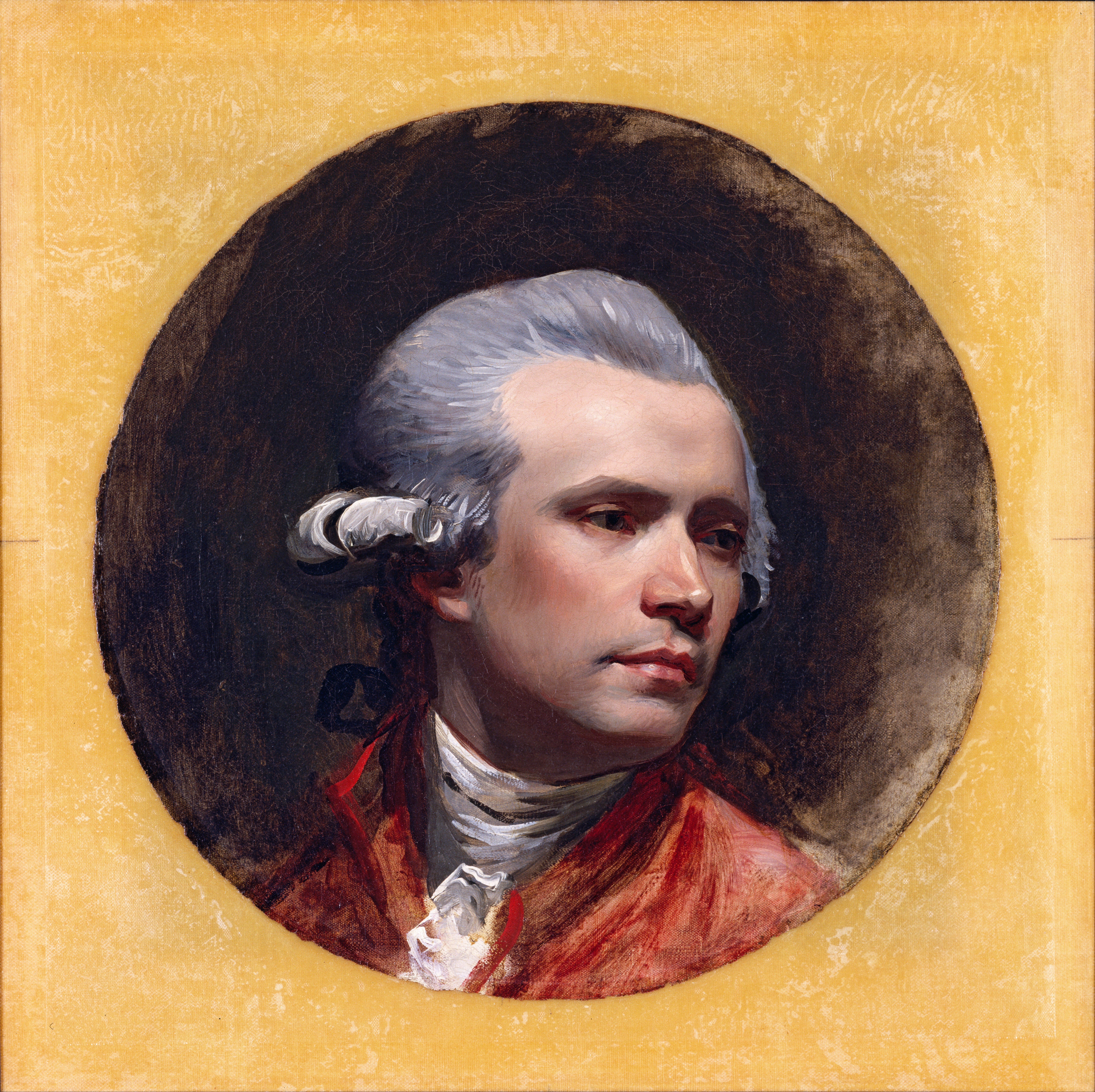
約翰·科普利的自畫像

约翰·辛格尔顿·科普利（英語：John Singleton Copley；1738年7月3日—1815年9月9日），美国殖民地时期以及建国之后本土最重要的一位画家，擅长肖像画、历史画。